# Stavidlo

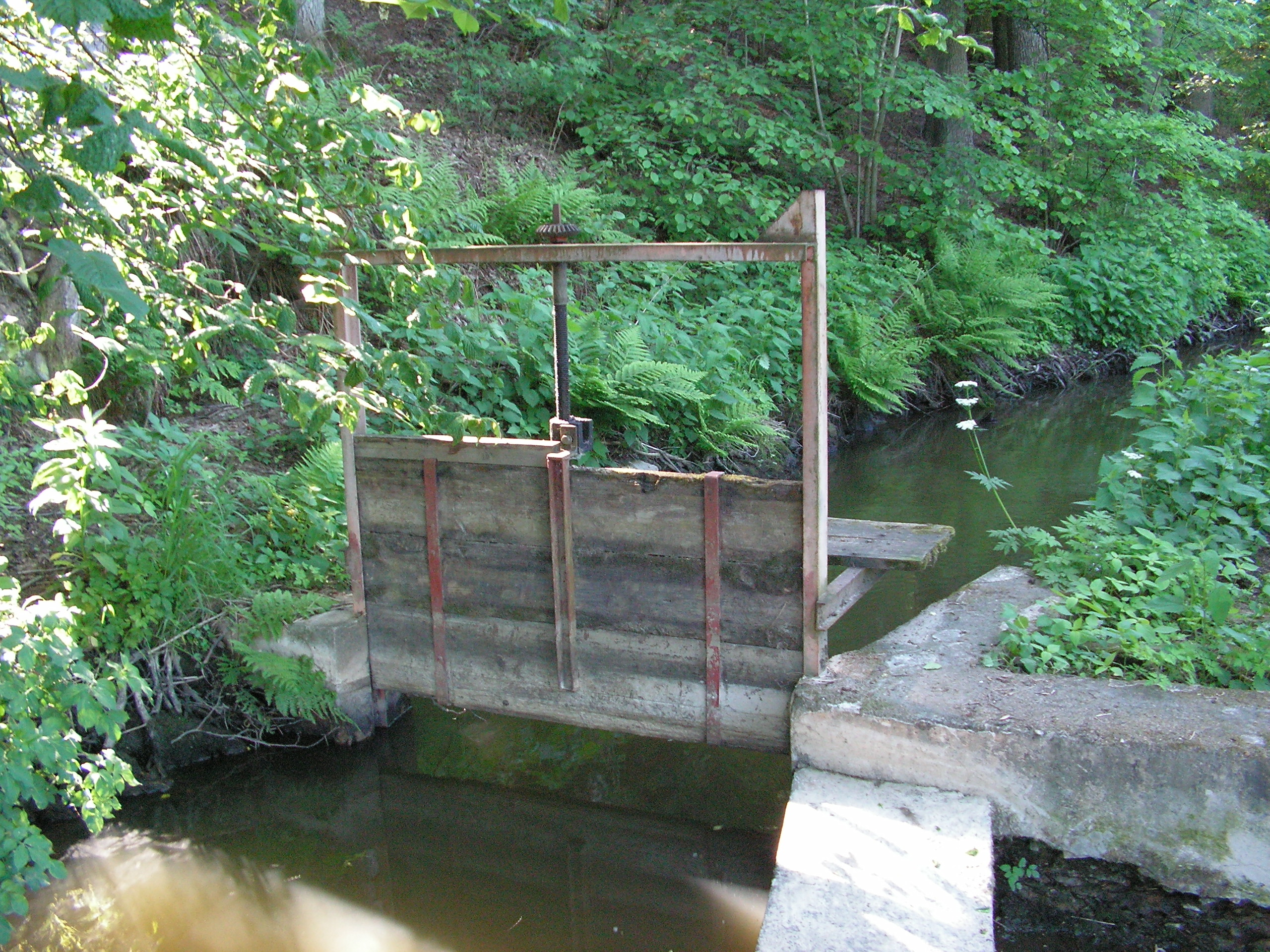
Stavidlo na Pstružném potoce

Stavidlo je jednoduchý hradicí prvek. Slouží k zastavení a regulaci průtoku vody, případně může při povodňových situacích plnit i roli bezpečnostního přelivu, kdy voda automaticky přepadá přes jeho horní hranu. Regulace průtoků je prováděna částečným povytažením stavidla nad úroveň dna nádrže nebo koryta a průtok je pak definován velikostí takto vzniklého otvoru, výškou hladiny a rychlostí proudění před a za stavidlem. K výpočtu lze použít Bernoulliho rovnici.